# Rawang Binjai
Rawang Binjai is een bestuurslaag in het regentschap Kuantan Singingi van de provincie Riau, Indonesië. Rawang Binjai telt 453 inwoners (volkstelling 2010).